# لاري سميث (لاعب كرة قدم أمريكية أمريكي)
لاري سميث (بالإنجليزية: Larry Smith)‏ هو لاعب كرة قدم أمريكية أمريكي، ولد في 4 ديسمبر 1974 في كنجزلاند في الولايات المتحدة.